# Benvenuto, reverendo!
Pour plus de détails, voir Fiche technique et Distribution.
Benvenuto, reverendo! est une comédie policière italienne réalisée par Aldo Fabrizi et sortie en 1950.

## Synopsis
Giuseppe est un voleur qui, dès sa sortie de prison, se rend à Bellegra di Sopra, une petite ville du sud du Latium, pour remettre une lettre de recommandation au curé de la ville, Don Valerio, afin qu'il l'aide à trouver du travail. Mais Giuseppe ne peut pas rencontrer Don Valerio, qui est malade. Poussé par la faim, il vole 100 lires dans l'aumône de l'église, avec l'intention de rendre la somme une fois qu'il aura trouvé du travail. Mais il est surpris par une femme qui donne l'alerte et provoque l'irruption de plusieurs villageois armés de bâtons et de fourches. Pour échapper à ses poursuivants, Giuseppe se déguise en prêtre et, dès que la foule s'est dispersée, quitte le village.
En chemin, toujours habillé en prêtre, il est vu par un brigadier des Carabiniers qui le prend pour un vrai prêtre et l'invite à se rendre au château de Bellegra di Sotto. Don Fernando, le châtelain, est un propriétaire terrien inquiet parce que ses paysans ont commencé une série d'agitations en occupant les terres et les fermes. Il demande à Giuseppe de convaincre les paysans de renoncer à leurs revendications : en échange, il lui offre 300 000 lires pour la restauration de l'église bombardée pendant la guerre. Le soi-disant Don Peppino se rend à l'église du village, occupée par une jeune mère sans abri, et fraternise avec la jeune femme à qui il confie sa situation de voleur et laisse entendre qu'ils pourraient tous deux s'entraider. Il intervient dans l'assemblée des paysans en grève, s'accorde avec eux sur le bien-fondé de leurs revendications, et empêche quelques tentatives de violence de la part des grévistes, à la fois contre les briseurs de grève et contre le fils du maître surpris alors qu'il se rendait dans un village voisin pour demander l'intervention de la force publique en faveur des paysans. Il joue également un rôle de catalyseur social, de sorte que le châtelain lui-même abandonne son attitude agressive et accorde les terres à récupérer aux paysans. Joseph renonce à Anna, la jeune femme qui occupait l'église et à laquelle il commençait à s'attacher, lorsqu'il se rend compte que le fils du châtelain, qui l'avait séduite et fécondée, est prêt à remplir ses fonctions. Enfin, cette fois en habits bourgeois, il rend tout l'argent qu'il avait reçu des fidèles et quitte la communauté dont il avait gagné, en tant que prêtre, l'affection et la reconnaissance.

## Fiche technique
- Titre original italien : Benvenuto, reverendo![1]
- Réalisation : Aldo Fabrizi
- Scénario : Piero Tellini, Aldo Fabrizi
- Photographie : Aldo Giordani (it)
- Montage : Mario Bonotti (it)
- Musique : Carlo Innocenzi
- Décors : Alfredo Montori (it)
- Production : Aldo Fabrizi
- Société de production : Alfa Film XXXVII
- Pays de production :  Italie
- Langue originale : italien
- Format : Noir et blanc - 1,37:1 - Son mono - 35 mm
- Genre : comédie policière
- Durée : 77 minutes
- Dates de sortie : 
  - Italie : 13 février 1950

## Distribution

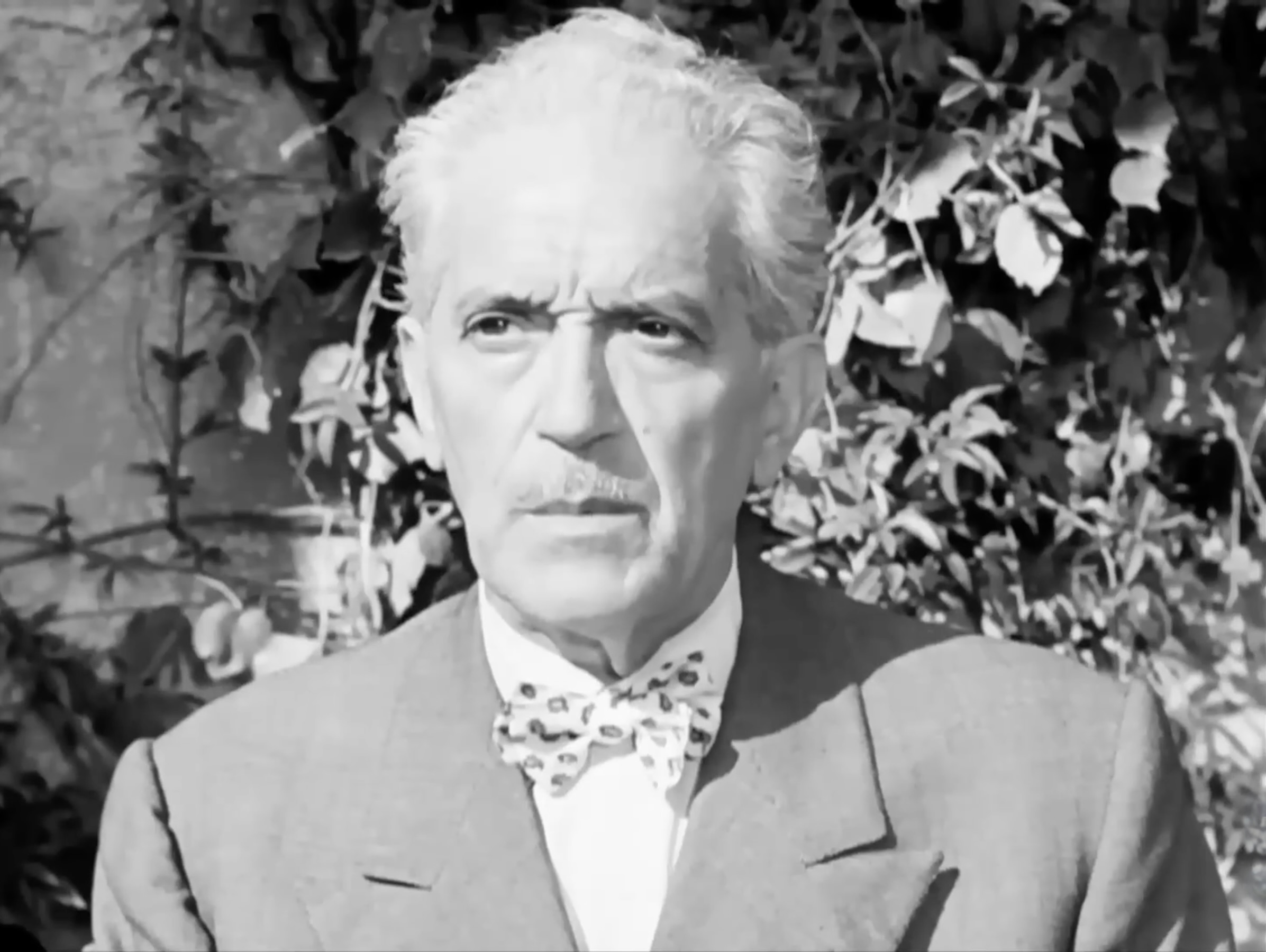
Raimondo Van Riel dans le rôle du châtelain don Fernando.

- Aldo Fabrizi : Giuseppe, « don Peppino »
- Lianella Carell : Anna
- Giovanni Grasso : brigadier
- Raimondo Van Riel (it) : châtelain don Fernando
- Virginia Balistrieri : femme de don Fernando
- Vittorio Duse : Francesco, fils de don Fernando
- Gabriele Ferzetti : Marco, le vétéran
- Armando Guarneri : surveillant
- Marianne Hold : Rosa, fille du surveillant
- Carlo Titta : le curé don Valerio
- Alfredo Leggeri : Hannibal, le maçon
- Lia Grani : la veuve
- Mario Mazza : chef des agitateurs
- Franco Fava : premier agitateur
- Arnaldo Mochetti (it) : deuxième agitateur